# Chris McCormack
Chris McCormack (Oyster Bay, Sydney, 4 april 1974), bijgenaamd Macca, is een sterke Australisch triatleet. Gespecialiseerd in het lopen, maar ook een snelle fietser. Zijn moeder is Nieuw-Zeelandse en zijn vader een Australiër.
McCormack studeerde economie aan de Universiteit van New South Wales. In 1991 ontmoette hij triatleet Greg Welch die hem interesseerde voor triatlons. Zijn eerste wedstrijd die hij deed won hij meteen en was verslaafd aan de triatlonsport.
In 1994 is hij een paar jaar uit de running geweest door een fietsongeluk. In deze jaren heeft hij zijn studie met succes afgerond. Hij begon in 1996 als professioneel triatleet. In 1997 won hij zowel de wereldbeker als de wereldtitel. Tot op heden is hij de enige triatleet die dit presteerde.
Toen hij in 2000 niet uitgekozen werd voor het Olympisch team, hoewel hij als eerste Australiër op de ranglijsten stond, heeft hij zijn biezen gepakt en is naar de Verenigde Staten gegaan. 18 maanden lang won hij alle wedstrijden die er waren. In 2003 is hij getrouwd met Emma-Jane, en in januari 2004 werd zijn dochter geboren.

## Titels
- Wereldkampioen Ironman - 2007, 2010
- Wereldkampioen triatlon op de olympische afstand - 1997
- Triatleet van het jaar - 2001

## Prijzen
- ITU wereldbeker triatlon - 1997

## Palmares

### triatlon
olympische afstand
- 1996:  ITU wereldbekerwedstrijd in Drummondville - 1:46.01
- 1997:  ITU wereldbekerwedstrijd in Gamagori
- 1997:  ITU wereldbekerwedstrijd in Ishigaki - 1:48.12
- 1997:  WK olympische afstand in Perth - 1:48.29
- 1998:  ITU wereldbekerwedstrijd in Frankrijk
- 1998:  Escape from Alcatraz
- 1998: 12e WK olympische afstand in Lausanne - 1:57.04
- 1999:  ITU wereldbekerwedstrijd in Gamagori - 1:46.45
- 1999: 18e WK olympische afstand in Montréal - 1:46.42
- 2000:  Escape from Alcatraz
- 2000: 15e WK olympische afstand in Perth - 1:52.39
- 2001:  ITU wereldbekerwedstrijd in Gamagori
- 2001:  ITU wereldbekerwedstrijd in Canada
- 2001:  Escape from Alcatraz
- 2001:  Goodwill Games in Brisbane - 1:47.26
- 2002: 5e Gemenebestspelen in Manchester - 1:52.45
- 2002:  Escape from Alcatraz
- 2003:  Escape from Alcatraz - 2:08.19
- 2004:  Escape from Alcatraz - 1:56.23
- 2007: 4e St. Anthony's Triathlon - 1:48.51
- 2011: 10e Noosa Triathlon - 1:51.37
- 2011: 85e WK olympische afstand - 230p

ironman 70.3 en middellange afstand
- 2001:  Wildflower Triathlon - 4:00.12
- 2002:  1/2 Ironman Mexico
- 2002:  1/2 Ironman Arizona
- 2002:  Wildflower Thriathlon - 4:03.59
- 2003:  1/2 Ironman Chili
- 2004:  Wildflower Long Course - 4:05.50
- 2004:  1/2 Ironman Chili
- 2005:  1/2 Ironman Chili
- 2006: DNF Ironman 70.3 California
- 2006:  Ironman 70.3 Hawaï - 4:03.18
- 2007:  Ironman 70.3 St. Croix - 4:09.51
- 2007:  Ironman 70.3 Hawaï - 3:57.18
- 2007: DNF Ironman 70.3 Monaco
- 2008: DNF Ironman 70.3 Pucon
- 2008:  Wildflower Long Course - 4:00.33
- 2008:  Ironman 70.3 Hawaï - 4:04.22
- 2008: 6e Ironman 70.3 Monaco - 4:20.43
- 2008:  Silverman Half Distance Triathlon - 4:29.17
- 2009:  Ironman 70.3 New Orleans - 3:54.33
- 2009:  Ironman 70.3 China - 4:04.44
- 2009:  Ironman 70.3 Austria - 3:54.15
- 2009:  Challenge France - 3:50.48
- 2013:  Challenge Rimini - 4:01.57
- 2014: 15e Challenge Philippines - 4:47.19
- 2014:  Ironman 70.3 Tokoname - 4:02.41

lange afstand
- 2002:  Ironman Australia - 8:24.50
- 2002: DNF Ironman Hawaï
- 2003:  Ironman Australia - 08:19.14
- 2003:  Challenge Roth - 8:11.53
- 2003:  Ironman Australia - 8:19.15
- 2003: 114e Ironman Hawaï - 9:35.51
- 2004:  Ironman Australia - 8:18.19
- 2004:  Challenge Roth - 7:57.50
- 2004: DNF Ironman Hawaï
- 2005:  Ironman Australia - 8:25.45
- 2005:  Challenge Roth - 7:58.45
- 2005: 6e Ironman Hawaï - 8:23.52
- 2006:  Challenge Roth - 8:00.52
- 2006:  Ironman Australia - 8:20.42
- 2006:  Ironman Hawaï - 8:13.07
- 2007:  Challenge Roth - 7:54.23
- 2007:  Ironman Hawaï - 8:15.34
- 2008:  Ironman Germany - 7:59.55
- 2008: DNF Ironman Hawaï
- 2009:  Ironman Germany - 8:03.05
- 2009: 4e Ironman Hawaï - 8:25.20
- 2010:  Ironman Germany - 8:14.43
- 2010:  Ironman Hawaï - 8:10.37
- 2011:  Challenge Cairns - 8:15.56
- 2012: 9e Ironman Cairns - 9:05.12
- 2012:  WK lange Afstand in Vitoria-Gasteiz - 5:29.47
- 2012: DNF Ironman Hawaï
- 2013:  Challenge Wanaka - 8:58.05
- 2013:  Ironman Cairns - 8:32.50

1978 Gordon Haller ·
1979 Tom Warren ·
1980 Dave Scott ·
1981 John Howard ·
1982 (feb.) Scott Tinley ·
1982 (okt.) Dave Scott ·
1983 Dave Scott ·
1984 Dave Scott ·
1985 Scott Tinley ·
1986 Dave Scott ·
1987 Dave Scott ·
1988 Scott Molina ·
1989 Mark Allen ·
1990 Mark Allen ·
1991 Mark Allen ·
1992 Mark Allen ·
1993 Mark Allen ·
1994 Greg Welch ·
1995 Mark Allen ·
1996 Luc Van Lierde ·
1997 Thomas Hellriegel ·
1998 Peter Reid ·
1999 Luc Van Lierde ·
2000 Peter Reid ·
2001 Tim DeBoom ·
2002 Tim DeBoom ·
2003 Peter Reid ·
2004 Normann Stadler ·
2005 Faris Al-Sultan ·
2006 Normann Stadler ·
2007 Chris McCormack ·
2008 Craig Alexander ·
2009 Craig Alexander ·
2010 Chris McCormack ·
2011 Craig Alexander ·
2012 Sebastian Kienle ·
2013 Frederik Van Lierde ·
2014 Pete Jacobs ·
2015 Jan Frodeno ·
2016 Jan Frodeno ·
2017 Patrick Lange ·
2018 Patrick Lange ·
2019 Jan Frodeno
1989: Mark Allen ·
1990: Greg Welch ·
1991: Miles Stewart ·
1992: Simon Lessing ·
1993: Spencer Smith ·
1994: Spencer Smith ·
1995: Spencer Smith ·
1996: Spencer Smith ·
1997: Chris McCormack ·
1998: Spencer Smith ·
1999: Dmitriy Gaag ·
2000: Olivier Marceau ·
2001: Peter Robertson ·
2002: Iván Raña ·
2003: Peter Robertson ·
2004: Bevan Docherty ·
2005: Peter Robertson ·
2006: Tim Don ·
2007: Daniel Unger ·
2008: Javier Gómez ·
2009: Alistair Brownlee ·
2010: Javier Gómez ·
2011: Alistair Brownlee ·
2012: Jonathan Brownlee ·
2013: Javier Gómez ·
2014: Javier Gómez ·
2015: Javier Gómez ·
2016: Mario Mola ·
2017: Mario Mola ·
2018: Mario Mola ·
2019: Vincent Luis ·
2020: Vincent Luis ·
2021: Kristian Blummenfelt